# Coelandria fracta
Coelandria fracta é uma espécie de orquídea com flores pequenas e aglomeradas, mas bastante vistosas, que já esteve subordinada ao gênero Dendrobium. É originária da Nova Guiné.